# Scrignac
Scrignac (bret. Skrigneg) – miejscowość i gmina we Francji, w regionie Bretania, w departamencie Finistère.
Według danych na rok 1990 gminę zamieszkiwało 1005 osób, a gęstość zaludnienia wynosiła 14 osób/km² (wśród 1269 gmin Bretanii Scrignac plasuje się na 580. miejscu pod względem liczby ludności, natomiast pod względem powierzchni na miejscu 19.).